# Röstmottagare
En röstmottagare är en tjänsteman i Sverige som arbetar i samband med val till politiska församlingar och vid folkomröstningar. Röstmottagare handhar vallokalen och räknar röster. Röstmottagarna är utsedda av valnämnden i varje kommun. Före valet 2014 kallades röstmottagare för valförrättare.